# Prhajevo
Prhajevo je naselje v Občini Velike Lašče.